# Annett Böhm
Annett Böhm (ur. 8 stycznia 1980 w Meerane) – niemiecka judoczka.
Na Igrzyskach Olimpijskich w Atenach w 2004 zdobyła brązowy medal w wadze średniej (ex aequo z Chinką Qin Dongya). Cztery lata później w Pekinie zajęła piąte miejsce. Do jej osiągnięć należy również brązowy medal mistrzostw świata (Osaka 2003). Startowała w Pucharze Świata w latach 1997, 1999–2004, 2006–2008. Dwukrotnie była mistrzynią Niemiec (2001, 2002).